# Brad Jones
Brad Jones, właśc. Bradley Jones (ur. 19 marca 1982 w Armadale) – australijski piłkarz występujący na pozycji bramkarza.

## Kariera
Karierę rozpoczynał w zespole Bayswater City Panthers, zaś w 2000 przeszedł do Middlesbrough. W klubie tym zadebiutował 3 stycznia 2004 w meczu Pucharu Anglii z Notts County. 
Do 2009 Jones był tylko rezerwowym w swoim klubie. Wypożyczano go do Stockport County, Rotherham United, Blackpool i Sheffield Wednesday, gdzie nabierał doświadczenia. Dotarł wraz z zespołem do finału Pucharu UEFA w sezonie 2005/06. Zdobył również jako rezerwowy Puchar Ligi Angielskiej w sezonie 2003/04. Od rundy wiosennej sezonu 2008/2009 Jones był podstawowym bramkarzem Middlesbrough. W maju 2009 wraz ze swoim klubem spadł do League Championship. Przez 10 lat uzbierał w barwach Boro 57 występów.
17 sierpnia 2010 za 2 300 000 funtów dołączył do Liverpoolu, z którego w 2011 był wypożyczony do Derby County. Wraz z The Reds zdobył Puchar Ligi Angielskiej w sezonie 2011/12. 17 sierpnia 2015 przeszedł jako wolny zawodnik do Bradford City, gdzie spędził pół sezonu. 
Kolejnym przystankiem w karierze Brada Jonesa był holenderski klub NEC Nijmegen. W 2016 roku przeszedł do Feyenoordu. Był to pierwszy zespół, w którym stał się na dłużej podstawowym bramkarzem. Z drużyną zdobył pierwsze od 18 lat mistrzostwo Eredivisie w sezonie 2016/17. Dodatkowo sięgnął do Puchar Holandii w sezonie 2017/18 i Superpuchar Holandii w 2017.
W 2018 opuścił Europę i dołączył do saudyjskiego Al-Nassr. Już w pierwszym sezonie sięgnął po mistrzostwo Saudi Professional League. Dodatkowo dwukrotnie wygrał Superpuchar Arabii Saudyjskiej w latach 2019–2020. Od 2021 do 2023 występował w australijskim Perth Glory FC, w którym zakończył karierę piłkarską.
| Sezon     | Klub                | Kraj             | Rozgrywki                          | Mecze | Bramki |
| --------- | ------------------- | ---------------- | ---------------------------------- | ----- | ------ |
| 1999/2000 | Middlesbrough       | Anglia           | Premier League                     | 0     | 0      |
| 2000/01   | Middlesbrough       | Anglia           | Premier League                     | 11    | 0      |
| 2001/02   | Shelbourne          | Irlandia         | League of Ireland Premier Division | 2     | 0      |
| 2001/02   | Middlesbrough       | Anglia           | Premier League                     | 0     | 0      |
| 2002/03   | Stockport County    | Anglia           | League One                         | 1     | 0      |
| 2003/04   | Middlesbrough       | Anglia           | Premier League                     | 0     | 0      |
| 2003/04   | Rotherham United    | Anglia           | Championship                       | 22    | 0      |
| 2003/04   | Blackpool           | Anglia           | League One                         | 6     | 0      |
| 2004/05   | Blackpool           | Anglia           | League One                         | 12    | 0      |
| 2004/05   | Middlesbrough       | Anglia           | Premier League                     | 5     | 0      |
| 2005/06   | Middlesbrough       | Anglia           | Premier League                     | 9     | 0      |
| 2006/07   | Sheffield Wednesday | Anglia           | Championship                       | 15    | 0      |
| 2006/07   | Middlesbrough       | Anglia           | Premier League                     | 2     | 0      |
| 2007/08   | Middlesbrough       | Anglia           | Premier League                     | 1     | 0      |
| 2008/09   | Middlesbrough       | Anglia           | Premier League                     | 16    | 0      |
| 2009/10   | Middlesbrough       | Anglia           | Championship                       | 24    | 0      |
| 2010/11   | Liverpool           | Anglia           | Premier League                     | 0     | 0      |
| 2010/11   | Derby County        | Anglia           | Premier League                     | 7     | 0      |
| 2011/12   | Liverpool           | Anglia           | Premier League                     | 1     | 0      |
| 2012/13   | Liverpool           | Anglia           | Premier League                     | 7     | 0      |
| 2013/14   | Liverpool           | Anglia           | Premier League                     | 0     | 0      |
| 2014/15   | Liverpool           | Anglia           | Premier League                     | 3     | 0      |
| 2015/16   | Bradford City       | Anglia           | League One                         | 3     | 0      |
| 2015/16   | NEC Nijmegen        | Holandia         | Eredivisie                         | 17    | 0      |
| 2016/17   | Feyenoord           | Holandia         | Eredivisie                         | 32    | 0      |
| 2017/18   | Feyenoord           | Holandia         | Eredivisie                         | 31    | 0      |
| 2018/19   | Al-Nassr            | Arabia Saudyjska | Saudi Professional League          | 25    | 0      |
| 2019/20   | Al-Nassr            | Arabia Saudyjska | Saudi Professional League          | 29    | 0      |
| 2020/21   | Al-Nassr            | Arabia Saudyjska | Saudi Professional League          | 24    | 0      |
| 2021/22   | Perth Glory FC      | Australia        | A-League                           | 5     | 0      |
| 2022/23   | Perth Glory FC      | Australia        | A-League                           |       |        |

## Kariera reprezentacyjna
Jones występował w reprezentacji Australii do lat 20 oraz 23. Uczestnik Igrzysk Olimpijskich 2004, na których był rezerwowym bramkarzem dla Eugena Galekovicia. 
Debiut w reprezentacji Australii zanotował 2 czerwca 2007 w przegranym 1:2 spotkaniu z Urugwajem. Jones pełnił rolę rezerwowego bramkarza na Pucharze Azji 2007 oraz Pucharze Azji 2011, na którym Australia zajęła 2. miejsce. Był również w kadrze na Mistrzostwa Świata 2018. Podczas rosyjskiego turnieju także był rezerwowym.
Ostatni mecz w drużynie narodowej rozegrał 9 czerwca 2018. Przeciwnikiem były Węgry, a mecz zakończył się wynikiem 2:1 dla Socceroos. Łącznie w latach 2007–2018 wystąpił w 6 spotkaniach w reprezentacji Australii.
| Mecze i gole w reprezentacji | Mecze i gole w reprezentacji | Mecze i gole w reprezentacji | Mecze i gole w reprezentacji | Mecze i gole w reprezentacji | Mecze i gole w reprezentacji | Mecze i gole w reprezentacji |
| #                            | Data                         | Miasto                       | Przeciwnik                   | Gol                          | Wynik                        | Rozgrywki                    |
| ---------------------------- | ---------------------------- | ---------------------------- | ---------------------------- | ---------------------------- | ---------------------------- | ---------------------------- |
| 1.                           | 02.06.2007                   | Sydney                       | Urugwaj                      |                              | 1:2                          | towarzyski                   |
| 2.                           | 24.05.2010                   | Melbourne                    | Nowa Zelandia                |                              | 2:1                          | towarzyski                   |
| 3.                           | 05.01.2011                   | Al-Ajn                       | Zjednoczone Emiraty Arabskie |                              | 0:0                          | towarzyski                   |
| 4.                           | 05.03.2014                   | Londyn                       | Ekwador                      |                              | 3:4                          | towarzyski                   |
| 5.                           | 27.03.2018                   | Londyn                       | Kolumbia                     |                              | 0:0                          | towarzyski                   |
| 6.                           | 09.06.2018                   | Budapeszt                    | Węgry                        |                              | 2:1                          | towarzyski                   |

## Sukcesy
Australia
- Puchar Azji (1): 2011 (2. miejsce)

Middlesbrough
- Finał Pucharu UEFA (1): 2005/06
- Puchar Ligi Angielskiej (1): 2003/04

Blackpool
- Football League Trophy (1): 2003/04

Liverpool
- Puchar Ligi Angielskiej (1): 2011/12

Feyenoord
- Mistrzostwo Eredivisie (1): 2016/17
- Puchar Holandii (1): 2017/18
- Superpuchar Holandii (1): 2017

Al-Nassr
- Mistrzostwo Saudi Professional League (1): 2018/19
- Superpuchar Arabii Saudyjskiej (2): 2019, 2020